# Problem Dirichleta
Problem Dirichleta polega na znalezieniu funkcji harmonicznej dla danego obszaru z danymi wartościami na brzegu. Problem ten został po raz pierwszy postawiony przez Lejeune’a Dirichleta dla równania Laplace’a.

## Przykład – Równanie struny skończonej przymocowanej do ruchomego końca
Rozważmy problem Dirichleta dla równanie falowego opisujący strunę zamocowaną pomiędzy ścianami na stałe do jednego koṅca z drugim końcem poruszającym się liniowo, tzn. równanie d’Alemberta na trójkątnym obszarze iloczynu kartezjańskiego czasu i przestrzeni:
{\displaystyle {\frac {\partial ^{2}}{\partial t^{2}}}u(x,t)-{\frac {\partial ^{2}}{\partial x^{2}}}u(x,t)=0,}
{\displaystyle u(0,t)=0,}
{\displaystyle u(\lambda t,t)=0.}
Jak łatwo sprawdzić przez podstawienie rozwiązaniem równania z pierwszym warunkiem jest
{\displaystyle u(x,t)=f(t-x)-f(x+t).}
Chcemy ponadto
{\displaystyle f(t-\lambda t)-f(\lambda t+t)=0.}
Podstawiając
{\displaystyle \tau =(\lambda +1)t,}
otrzymujemy warunek samopodobieństwa,
{\displaystyle f(\gamma \tau )=f(\tau )}
gdzie:
{\displaystyle \gamma ={\frac {1-\lambda }{\lambda +1}}.}
Spełnia go np. funkcja złożona
{\displaystyle \sin[\log(e^{2\pi }x)]=\sin[\log(x)]}
z {\displaystyle \lambda =e^{2\pi }=1^{-i},} więc w ogólności
{\displaystyle f(\tau )=g[\log(\gamma \tau )],}
gdzie {\displaystyle g} jest funkcją periodyczną z okresem {\displaystyle \log(\gamma )}
{\displaystyle g[\tau +\log(\gamma )]=g(\tau )}
i otrzymujemy więc ogólne rozwiązanie
{\displaystyle u(x,t)=g[\log(t-x)]-g[\log(x+t)].}